# Okiagari-koboshi

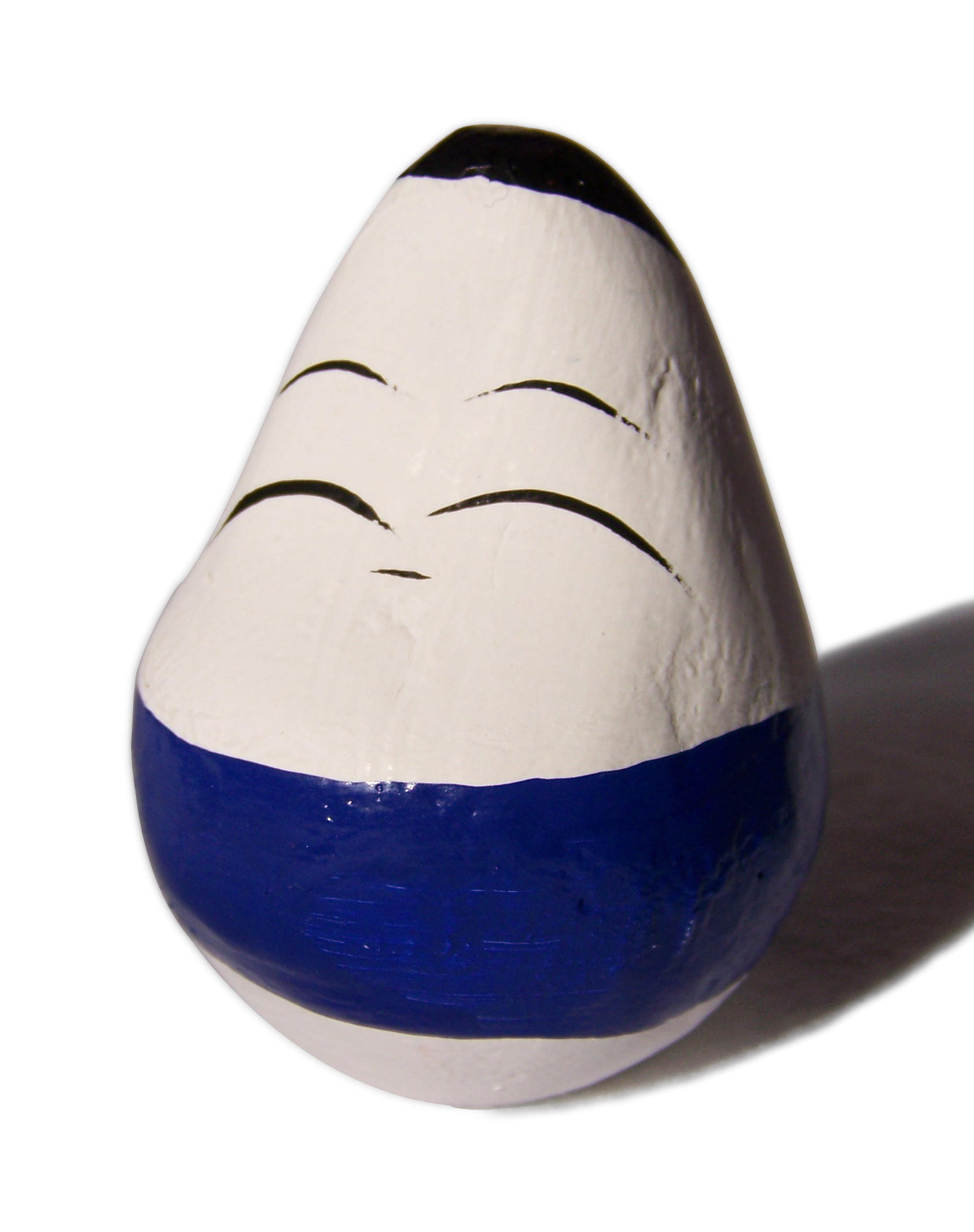
Poupée okiagari-kobōshi de Aizuwakamatsu près de Fukushima.

Un okiagari-koboshi ou okiagari-kobōshi (起き上がり小法師, « petit prêtre se mettant debout ») est une poupée traditionnelle japonaise faite de papier mâché et conçue de telle façon à revenir en position verticale si elle est inclinée sur le côté. Les poupées okiagari-koboshi sont considérées comme porte-bonheur, symbole de persévérance et de résistance.

## Histoire
Les premiers fabricants de okiagari-koboshi les ont probablement conçues à partir du modèle chinois de Budaoweng (不倒翁, « vieil homme ne tombant pas », dont la description dans l'histoire remonte à la dynastie Tang, début du VIIe siècle jusqu'au début du Xe siècle), qui est lesté de la même façon.
Les okiagari-koboshi sont depuis longtemps des jouets connus des enfants japonais. On en mentionne dans le jeu Manju-Kui du XIVe siècle. Le spécialiste du folklore japonais, Lafcadio Hearn, rapporte une chanson enfantine où ce jouet est décrit comme un cadeau pour un jeune enfant.
Ces jouets sont particulièrement appréciés dans la région d'Aizuwakamatsu dans la préfecture de Fukushima, où de nombreux modèles sont proposés à la vente. Ces poupées peuvent notamment être achetées à l'occasion du Tokaichi (« marché du 10e jour »), qui a lieu le 10 janvier. Les clients laissent tomber au sol plusieurs de ces poupées à la fois. Celles qui restent droites sont considérées comme chanceuses. La tradition demande que l'on achète une de ces poupées pour chaque membre de la famille plus un, dans l'espoir que la famille s'agrandisse durant l'année.